# Julieta Lazcano
Julieta Lazcano (25 de julho de 1989) é uma voleibolista profissional argentina.

## Carreira
Julieta Lazcano em 2016 representou a Seleção Argentina de Voleibol Feminino nos Jogos Olímpicos de Verão no Rio de Janeiro, que foi 9º colocada.